# آرثر ماثيسون
آرثر ماثيسون هو سياسي كندي، ولد في ديسمبر 1842 في بيرث ‏ في كندا، وتوفي في 25 يناير 1913 في تورونتو في كندا. نشط حزبياً في حزب أونتاريو المحافظ التقدمي. وقد انتخب عضو برلمان مقاطعة أونتاريو ‏.